# Hidrocefalia normotensiva
La hidrocefalia normotensiva o hidrocefalia crónica del adulto es una entidad poco conocida causada por un aumento de líquido cefalorraquídeo en los ventrículos o cavidades del cerebro. Al aumentar el líquido, los ventrículos aumentan de tamaño y aumenta la presión dentro del cráneo al comprimirse el tejido cerebral colindante, lo que conlleva complicaciones neurológicas. 
Esta enfermedad, que afecta a los adultos, ocurre comúnmente en las personas ancianas y está caracterizada por muchos de los mismos síntomas asociados con otras condiciones que ocurren más a menudo en los ancianos, tales como deterioro cognitivo o demencia, trastorno patológico de la marcha e incontinencia urinaria. Por esta razón, la hidrocefalia normotensiva puede llegar a pasar desapercibida al ser confundida con otras afecciones del sistema nervioso, como el Párkinson (por la alteración de la marcha) o el Alzheimer (por la disfunción cognitiva).
La hidrocefalia normotensiva fue descrita en 1965 por Raymond Delacy Adams y Salomón Hakim. El tratamiento requiere la colocación de una válvula de derivación ventrículo-peritoneal que deriva el exceso de líquido cefalorraquídeo al abdomen, donde puede ser reabsorbido.

## Clínica
La enfermedad se manifiesta por deterioro intelectual y comportamental progresivo o demencia, trastorno patológico de la marcha e incontinencia urinaria, una serie de síntomas conocidos como tríada de Hakim o tríada de Adams.

## Etiología
El cuerpo genera diariamente 600-700 ml de líquido cefalorraquídeo, que vuelve a absorber en la sangre. Se atribuye el cuadro a la no reabsorción de líquido cefalorraquídeo, de acuerdo con las teorías de Hakim. El exceso de líquido hace que los ventrículos aumenten de tamaño y presionen el tejido cortical colindante. Esto causa una serie de efectos en el paciente que incluyen la distorsión de las fibras en la corona radiata y un aumento de la presión intracraneal. La presión intracraneal disminuye gradualmente, pero manteniéndose ligeramente elevada, y la presión del líquido cefalorraquítico se sitúa entre los 150 y 200 cmH2O, por lo que los índices de presión intracraneal no suelen ser elevados. Por esta razón los pacientes no suelen presentar los síntomas clásicos de la hipertensión intracraneal como cefalea, náusea, vómitos o consciencia alterada, aunque algunos estudios han demostrado que el aumento de la presión ocurre de forma intermitente. 
Tiene dos etiologías: primaria o idiopática y secundaria, que puede ser causada por meningitis, hemorragia subaracnoidea, trauma craneoencefálico, post cirugía cerebral, enfermedad de Paget o cisticercosis, entre otros. La etiología subyacente no ha sido identificada. La hidrocefalia normotensiva primaria afecta a los adultos de más de 40 años, principalmente a los ancianos. La hidrocefalia normotensiva secundaria puede afectar a personas de cualquier edad  como resultado de la meningitis, hemorragia subaracnoidea, cirugía o radiación del cerebro, o trauma craneal. 

## Epidemiología
La mayoría de los casos son de hidrocefalia normotensiva primaria. La incidencia aumenta con la edad y la mayoría de pacientes tienen más de 60 años. Afecta a menos de un 1% de las personas de menos de 65 años, y hasta a un 3% de las personas de más de 65. La incidencia no varía entre hombres y mujeres. Entre las personas que sufren demencia, la incidencia se estima entre el 2 y el 6%. 

## Síntomas
La hidrocefalia normotensiva presenta un trío de síntomas clínicos (denominados tríada de Adams o tríada de Hakim), que consisten en el trastorno patológico de la marcha, la demencia y la incontinencia urinaria. Estos síntomas se describen comúnmente en inglés como 'wet, wacky and wobbly' (mojado, chalado e inestable). 
El trastorno de la marcha es normalmente el primer síntoma y se observa en casi todos los pacientes. Típicamente los pasos son cortos y lentos, con los pies pegados al suelo en un movimiento 'magnético'. Puede parecerse a la marcha parkinsoniana. El trastorno de la marcha puede ser ligero, moderado o severo. Se clasifica como moderado cuando la inestabilidad causa dificultades al andar. Se clasifica como severo cuando es imposible andar sin usar un bastón o andador. 
La demencia consiste en un deterioro cognitivo progresivo, que se observa en el 60% de los pacientes tratados. Es causada por distorsiones en el lóbulo frontal y las áreas subcorticales. Inicialmente se observan deficiencias en la planificación, organización, atención y concentración. También puede resultar en problemas para gestionar las finanzas personales, tomar la medicación o conducir, deficiencias de la memoria a corto plazo, ralentización del sistema psicomotor y somnolencia excesiva durante el día. En fases avanzadas incluye apatía, falta de energía y lentitud de pensamiento y en el habla. 
La incontinencia urinaria aparece cuando la enfermedad está más avanzada y se observa en el 50% de los pacientes. Comienza con un aumento en la frecuencia durante la noche, y progresa a incontinencia por urgencia e incontinencia permanente.

## Diagnóstico
Los pacientes con posible hidrocefalia normotensiva deberían presentar ciertos síntomas además del aumento del tamaño ventricular observado en pruebas de neuroimagen. Los criterios internacionalmente acordados para diagnosticar la hidrocefalia normotensiva son: 
- aparición gradual después de los 40 años, duración de los síntomas entre 3 y 6 meses, evidencia clínica de trastorno patológico de la marcha, deterioro cognitivo e incontinencia urinaria.
- observación a través de una resonancia magnética o tomografía axial computerizada (TAC) del aumento del tamaño de los ventrículos sin obstrucción del líquido cefalorraquídeo.

Es difícil determinar si el tamaño ventricular es normal y el 80% de los casos no se diagnostican. Las imágenes deberían mostrar una ausencia de lesiones u obstrucciones. Aunque los pacientes con hidrocefalia normotensiva tienen los ventrículos más grandes, no todos los pacientes de edad avanzada que presentan ventrículos agradados sufren hidrocefalia normotensiva primaria, ya que puede ser causada por la atrofia cerebral. 
Con el test de Miller Fisher se realiza una punción lumbar de 30-50 ml de LCR con observación de la función cognitiva y la marcha justo antes y 2-3 horas después, para determinar mejoras en los síntomas. Esta prueba tiene un valor predictivo positivo superior al 90%, pero un valor predictivo negativo de menos del 50%. La punción lumbar debería mostrar una presión del LCR normal o ligeramente elevada y el LCR debería tener una composición celular normal con niveles normales de proteína y glucosa.

## Tratamiento

### Válvula de derivación ventriculo-peritoneal
Es el tratamiento más frecuente, en el que la válvula deriva el líquido cefalorraquídeo a la cavidad peritoneal. Las válvulas son ajustables y los síntomas mejoran en un 70-90% de los casos. Los análisis de riesgos demuestran que el tratamiento quirúrgico es sin duda mejor que otros tratamientos más conservadores o la ausencia de tratamiento. 
Un ≥85% de los pacientes confirma una mejora en la marcha. Hasta un 80% observa una mejora cognitiva cuando la operación se realiza al principio del desarrollo de la enfermedad. La incontinencia urinaria mejora en un 80% de los pacientes, aunque solo en un 50-60% si la operación se realiza cuando la enfermedad ya está muy avanzada. Hay un 11% de riesgo de efectos adversos en la colocación de la válvula, que incluyen fallo en la función de la válvula, infecciones del ventrículo, obstrucción de la válvula, exceso o falta de drenaje y aparición de un hematoma subdural.

### Medicación
No hay medicación para la hidrocefalia normotensiva. No se recomiendan los diuréticos excepto en los pacientes a los que no se les pueda colocar la válvula de derivación ventriculo-peritoneal.